# 洁本
洁本是描述作品版本的一种称谓。最初用于描述书籍的版本，有两种含义：广义的「洁本」，和“节本”通用，指书籍的部分内容经过处理后的版本；狭义的“洁本”，特指由于书籍的部分内容被认为“不洁”而遭删除处理后的版本。此处的“不洁”可以指涉多方面的内容，例如中国古典小说《金瓶梅》的某些性欲描写曾被认为是淫秽的，不适合某些人群阅读，但由于其他部分仍有价值，所以在不同的时代出过不同的洁本《金瓶梅》。以类似理由出版洁本的作品，还包括《水浒传》、《聊斋志异》等著名的中国古典小说。又如中华人民共和国曾出版《洁本世界科学史》，因为“全本”的某些内容被认为含有资产阶级思想。后来，洁本也用于描述书籍以外的作品，例如电影作品。中国大陸导演张艺谋的电影《十面埋伏》在美国为了通过PG-13分级，就上映过删节的版本；台灣导演魏德聖的电影《賽德克·巴萊》在中国大陸就上映过遭删节的版本。